# Operabalen
Operabalen (Der Opernball) är en operett i tre akter med musik av Richard Heuberger och libretto av Victor Léon och Heinrich von Waldberg efter komedin Les Dominos roses från 1876 av Alfred Delacour och Alfred Hennequin. 

## Historia
När Heuberger till sin librettist von Waldberg föreslog att pjäsen Les Dominos roses skulle bli ett utmärkt libretto, svarade von Waldberg att han hade tänkt samma tanke. Handlingen var en sorts moderniserad version av Johann Strauss den yngres operett Läderlappen. Det rör sig om två levnadsglada och inte särskilt trogna äkta män och deras fruar. Damerna vill pröva sina mäns trohet och skriver två likalydande anonyma biljetter, där en okänd dam ber om ett möte på operabalen, som ska äga rum samma kväll. De två äkta männen går i fällan och uppger för sina fruar att de är upptagna av viktiga affärsuppdrag hela kvällen. Och på operabalen uppträder damerna i mask och skär domino, en sorts maskeradkappa. Så skulle enligt biljetterna den anonyma damen vara klädd. När så också en av fruarnas kammarjungfrur dyker upp på balen i samma skära domino uppstår snart en förväxlingskarusell med en rad tacksamma farssituationer. 
Alexander von Zemlinsky assisterade Heuberger med orkestreringen och premiären ägde rum på Theater an der Wien i Wien den 5 januari 1898. I operetten finns ett sångnummer som tillhör höjdpunkterna inom hela wieneroperetten: valsduetten Geh'n wir in's Chambre séparée. Heuberger lär ha förkastat ända upp till 30 melodiförslag innan han slutligen kom fram till detta tema, som han sedan på ett par minuter utarbetade till en färdig sång.
Operabalen blev operettguldålderns svanesång. Men framför allt tog denna epok slut i och med att dess tre mästare gick ur tiden. Franz von Suppé dog 1895 och 1899 avled både Johann Strauss den yngre och Carl Millöcker.